# Ioki
 (mai 2024).
 (mai 2024).
ioki est une entreprise logicielle allemande qui développe des solutions numériques visant à moderniser et renforcer les offres de transport. Son siège se trouve à Francfort,. ioki est l'acronyme de Input Output Künstliche Intelligenz (intelligence artificielle).
ioki fournit un ensemble de services et de produits pour améliorer les offres de transport tels que la suite ioki Platform pour dynamiser votre service de transport à la demande (TàD), le service ioki Analytics pour analyser votre offre de mobilité ou un assistant de navigation ioki Route pour guider vos chauffeurs de bus,. en toute sécurité. Si la majorité de nos projets sont actuellement dans la région DACH, ioki se développe également en France, en Italie, en Espagne, et au Royaume-Uni,,,.
ioki compte parmi ses clients des opérateurs, des autorités organisatrices de transport, des collectivités territoriales, des écoles, et des compagnies de transport privées.

## Histoire
ioki a été fondée en 2017 en tant que startup de la Deutsche Bahn, la principale compagnie ferroviaire allemande, pour se concentrer sur les transports publics autonomes et les faire progresser,,,,,. Au fil des ans, le portefeuille de produits et de services s'est élargi nous permettant d’avoir une approche holistique de la mobilité basée sur le Big Data et l’IA. 
En octobre 2017, la première ligne de bus autonome sur la voie publique en Allemagne a été lancée dans la ville thermale de Basse-Bavière, Bad Birnbach, avec la suite ioki, Platform.  
L'entreprise a lancé ioki Hambourg, l'un des services de TàD les plus performants d'Allemagne.
ioki a collaboré avec la Verkehrsbetriebe Hamburg (VHH) pour créer une navette qui transporte des passagers 24 heures sur 24 dans des véhicules électriques. Ce service a ensuite été rebaptisé hvv hop. Le service a démarré avec dix véhicules et s'est développé depuis son lancement. En 2019, ioki et Verkehrsbetriebe Hamburg (VHH) ont remporté le Deutscher Mobilitätspreis (Prix Allemand de la Mobilité) pour le projet ioki Hambourg. 
Depuis, plusieurs projets de transport à la demande ont été lancés partout en Europe.
En février 2024, ioki et la start-up Vay, spécialisée dans la conduite à distance, ont annoncé leur partenariat en vue d’intégrer dans les transports publics le premier service de TàD conduit à distance.

## Activités
ioki est une entreprise logicielle fournissant des services de mobilité et des solutions SaaS. La suite ioki Platform convient à la fois aux services de TàD avec et sans chauffeur (autonome). La plateforme est idéale pour optimiser la planification des véhicules et le groupage des réservations. Elle se compose d'un centre de contrôle , d'une application conducteur et d'une application personnalisable pour les passagers,,,,,. En avril 2024, l'entreprise a dépassé les 5 millions de passagers sur la suite ioki Platform.
Pour optimiser les offres de transport, notre service ioki Analytics fournit une analyse de mobilité détaillée basée sur de la donnée. Elle permet de mettre en avant les besoins de mobilité au sein d’un territoire donné, d'évaluer l’efficacité de l’offre existante et de proposer des alternatives. L'entreprise a récemment mis sur le marché un assistant de navigation ioki Route qui se compose d'un centre de contrôle et d'une application portable pour guider les chauffeurs de bus. ioki est membre de plusieurs organisations et associations visant à promouvoir la mobilité partagée et autonome, tels que l'ASAM (Association suisse pour la mobilité autonome) et PAVE Europe. 